# USS Kearsarge (BB-5)
«Кирсадж (BB-5)» (англ.  USS Kearsarge (BB-5)) — головной броненосец береговой обороны типа «Кирсадж».
Корабль был назван в честь одноименного шлюпа времен гражданской войны в США. «Кирсадж» был заложен 30 июня 1896 на верфи Судостроительной компании в Ньюпорт-Ньюсе, штат Вирджиния. Спустили на воду 24 марта 1898, крестной матерью корабля стала жена контр-адмирала Герберта Уинслоу. Броненосец «Кирсадж (BB-5)» вступил в строй 20 февраля 1900.
С 1903 по 1907 год «Кирсадж» служил в Атлантическом Флоте США, с 1907 по 1909, совершил кругосветное плавание в составе Великого Белого Флота. В 1909 «Кирсадж» был выведен из состава флота для модернизации, которая была закончена в 1911 году. В 1915 он служил в Атлантике, и между 1916 и 1919, служил учебным судном. Списан в 1920, в 1941 «Кирсадж» был перестроен в  плавучий кран и продан 1955.

## История службы

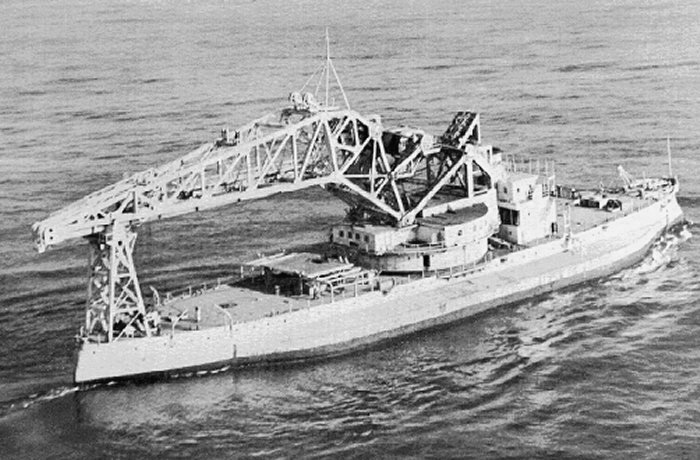
Кирсардж как плавучий кран № 1